# Christenvervolgingen
Christenvervolging is gecoördineerd geweld tegen en onderdrukking van christenen. De andere betekenis, ontleend aan de christelijke theologie en het streven naar martelaarschap, is veel breder en omvat ook milde pesterijen jegens christenen. In deze laatste betekenis is vervolging al in de Bijbel te vinden.

## Theologische definitie
Wat als vervolging te beschouwen is, is afhankelijk van de definitie. De gebruikelijke socio-politieke definitie is meer beschrijvend of descriptief, het uitgangspunt is het verschijnsel vervolging. Daarnaast is er ook een theologische definitie waarbij het uitgangspunt is dat iedere christen vervolgd moet zijn om zich christen te mogen noemen. Dit hangt samen met de verwachting van vervolging die wordt uitgesproken in de Bijbel voor volgelingen van Jezus, zoals door Paulus, aanvankelijk zelf een van de vervolgers van Jezus (1 Tm 1:13):
En ook allen, die godzaliglijk willen leven in Christus Jezus, die zullen vervolgd worden 2 Tm 3:12 (Statenvertaling)
Daarmee verkrijgt vervolging een normatief karakter en kan als voorwaarde om als christen beschouwd worden.:81 het is daarmee een contrast met moderne stromingen als welvaartsevangelie en het Woord van Geloof.
Een ruimere definitie van vervolging kan daaraan bijdragen, zoals:
elke onrechtvaardige actie van milde tot intense niveaus van vijandigheid, gericht op christenen van verschillende niveaus van religieuze betrokkenheid, resulterend in verschillende niveaus van schade, die niet noodzakelijk christenen beperken in hun mogelijkheid om hun religie uit te oefenen en te propageren, zoals beschouwd vanuit het perspectief van het slachtoffer, waarbij religie, namelijk de identificatie van het slachtoffer als christen, de primaire motivatie is voor de actie.
Deze definitie omvat in het uiterste geval ook milde vormen van vijandelijkheid zoals spot, opgelegde beperkingen, bepaalde soorten van intimidatie of discriminatie. Hiermee zijn diegenen die niet de hardere vormen van vervolging ondervinden, niet uitgesloten van de mogelijkheid vroom en in eenheid met Christus Jezus te leven. Daarmee wijkt deze definitie sterk af van de sociologische definitie en omvat dan ook een veel grotere groep.
De hierboven genoemde passage 2 Tm 3:12 lijkt echter niet te verwijzen naar vervolgingen door mensen, maar naar die door satanische als kosmisch ervaren machten die de christenen wilden afhouden van hun (tweede) confessie.   De tweede geloofsbelijdenis zou resulteren in hun tweede doop en zou hen maken tot martelaar. In het vroege christendom zijn zeven verschillende soorten vervolgingen te onderscheiden en dat heeft tot verwarring geleid. In het midden van de derde eeuw, maar waarschijnlijk ook al eerder, lijken de christenvervolgingen door de Romeinse keizers niet veel meer te hebben ingehouden dan dat zij bij tijd en wijle paal en perk hebben gesteld aan de gruwelijke martelpraktijken waaraan de christenen zich onderwierpen om het martelaarschap (martyrium) als hoogste staat van verlichting te bereiken.

## Geschiedenis

### Romeinse Rijk
De christenvervolgingen hebben in de eerste drie eeuwen van het christendom de leefwereld en de gedachtewereld van de christenen bijzonder sterk beïnvloed.
Tot 250 hingen de vervolgingen meer samen met plaatselijke gevoeligheden dan met het algemeen beleid van het Romeinse Rijk. In de ene stad of streek waren bisschoppen en priesters hun leven niet zeker, terwijl elders christenen ongestoord en publiekelijk hun godsdienst konden belijden. Zelfs wanneer een vervolging door de keizer was ingesteld, was deze slechts plaatselijk van belang. Zo bleef de eerste grote christenvervolging onder Nero grotendeels tot Italië beperkt. In Gallië kwam het onder keizer Marcus Aurelius in 177 tot de felste christenvervolging van de 2e eeuw. Hierbij werd ook de eerste bisschop van Lyon, Pothinos, gedood.
De situatie veranderde onder keizer Decius, die in 250-252 een daadwerkelijk imperiumwijde christenvervolging startte. Bij keizerlijk edict eiste hij van iedere onderdaan publieke erkenning van de staatsgodsdienst en alle onderdanen werden verplicht aan de staatsgoden te offeren. Zij kregen dan een attest, waarvan enkele op Egyptische papyri zijn bewaard. Weigeraars werden gefolterd, van posities ontheven of zelfs ter dood gebracht. 
Deze visie wordt betwist door Adeline Koppius die in haar proefschrift stelt dat het edict niet werd opgedragen door keizer Decius maar door de kerk, die christenen opdroeg het martelaarschap aan te gaan.
Het edict werd ingetrokken door zijn opvolger Trebonianus Gallus, maar Valerianus herhaalde deze vervolging in 257-260. Het edict van Gallienus beëindigde niet alleen deze vervolgingen, maar luidde een periode van 40 jaar in waarin de christenen met rust werden gelaten. 
Diocletianus ontketende in 303 de sterkste en bloedigste christenvervolging omdat de christenen nog steeds niet wilden offeren aan de staatsgoden. In het westen hebben deze vervolgingen geduurd tot 306 en in het oosten tot 313. Ze werden door Galerius gestimuleerd maar door Constantius Chlorus tegengewerkt.
Aan de vervolgingen in het Romeinse Rijk zou pas een eind komen met het Edict van Milaan van 313, waarmee Constantijn de Grote godsdienstvrijheid proclameerde. Het luidde een periode in van samenwerking tussen het christendom en het Romeinse Rijk. Deze is nog korte tijd verstoord geraakt onder Julianus de Afvallige (361-363), maar geleidelijk aan ontwikkelde die samenwerking en verdraagzaamheid ten opzichte van de christenen tot voorkeur van het Rijk voor het christendom.

### Perzische Rijk
In het Perzische Rijk had onder de Sassaniden een nationale opleving plaats en werd het mazdeïsme de staatsgodsdienst onder een hiërarchie van priesters, wat herhaaldelijk christenvervolgingen veroorzaakte. Een belangrijke factor was dat het Perzische en Romeinse Rijk geregeld in oorlog met elkaar waren en Perzische aanhangers van het christendom, sinds Constantijn min of meer de 'staatsgodsdienst' van de Romeinen, werden gewantrouwd door de Sassaniden en gezien als een 'vijfde colonne' van de Romeinen. Uitzondering waren de Nestorianen, die zich afgescheiden hadden van de orthodox-christelijke kerk en door de Romeinen als ketters werden gezien. Dezen werden meestal wel getolereerd door de Sassaniden.
Onder Bahram V (420–438) vond weer een christenvervolging plaats.

### Japan
Ten tijde van het Tokugawa-shogunaat grepen in Nagasaki ernstige christenvervolgingen plaats (1612).

### Korea
In 1801 vond in Korea de eerste christenvervolging plaats, waarbij de Chinese katholieke missionaris, Wen-mow Tsjow en 300 christenen werden omgebracht. Na de komst van de eerste Europese missioniaris in 1836 vonden in 1839 en 1866 de tweede en derde vervolging plaats.

## Na 1900

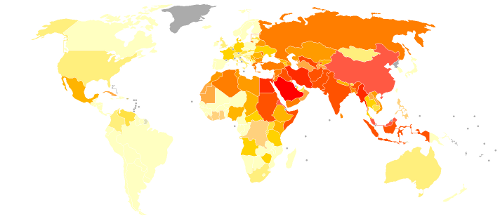
Toestand van de godsdienstvrijheid per land, gebaseerd op het rapport Global Restrictions on Religion, The Pew Forum on Religion & Public Life, december 2009 (lichtgeel: weinig restricties - rood: zeer veel restricties)

Verschillende organisaties zoals Open Doors, Stichting Hulp Vervolgde Christenen (HVC), Stichting De Ondergrondse Kerk (SDOK), Kerk in Nood, Forum 18, Amnesty International, Human Rights Watch en het Amerikaanse ministerie van Buitenlandse Zaken, houden gegevens bij over het gebrek aan godsdienstvrijheid in sommige landen en soms ook uitingen van christenvervolging in het bijzonder. Vaak worden christenen in deze landen om dezelfde redenen als in de oudheid vervolgd: de staat die geen godsdienstvrijheid of geloofsverkondiging toelaat of christenen die een dictatoriaal regime niet aanvaarden. Ook kan er sprake zijn van onderdrukking door medeburgers, waartegen de overheid niet kan of wil optreden.

### Hongarije
Als enige land in Europa heeft Hongarije een directoraat-generaal voor de vervolging van christenen. Het staat onder leiding van Tamós Török, die rondreisde op zoek naar steun voor een Europees congres in oktober 2017 over dit onderwerp.

### Noord-Korea
In Noord-Korea vindt sinds 1948 uitgebreide en systematische vervolging van christenen plaats, bestaande uit arrestaties, martelingen en executies vanwege het feit dat men het christelijk geloof aanhangt.

### Afghanistan
Na augustus 2021, toen de Taliban opnieuw aan de macht kwamen, verdrong Afghanistan Noord-Korea als lijstaanvoerder christenvervolging van de organisatie Open Doors. Al duizenden christenen in dat land zijn om hun geloof vermoord. Het gaat dan om bekeerlingen of, in de ogen van de Taliban, afvalligen. In de Islam staat de doodstraf op geloofsverlating, waaronder ook de overgang naar een ander geloof valt.

### Midden-Oosten
Ook in het Midden-Oosten is nog steeds sprake van vervolging van christenen.